# Jawad
Jawad là một thị xã và là một nagar panchayat của quận Neemuch thuộc bang Madhya Pradesh, Ấn Độ.

## Địa lý
Jawad có vị trí 24°36′B 74°51′Đ / 24,6°B 74,85°Đ Nó có độ cao trung bình là 452 mét (1482 feet).

## Nhân khẩu
Theo điều tra dân số năm 2001 của Ấn Độ, Jawad có dân số 16.143 người. Phái nam chiếm 51% tổng số dân và phái nữ chiếm 49%. Jawad có tỷ lệ 70% biết đọc biết viết, cao hơn tỷ lệ trung bình toàn quốc là 59,5%: tỷ lệ cho phái nam là 80%, và tỷ lệ cho phái nữ là 59%. Tại Jawad, 14% dân số nhỏ hơn 6 tuổi.